# NGC 2357
NGC 2357 là một thiên hà xoắn ốc nằm trong chòm sao Song Tử. Nó được phát hiện bởi Édouard Stephan vào ngày 6 tháng 2 năm 1885.

## Siêu tân tinh
SN 2010bj, siêu tân tinh loại II-P, được phát hiện vào tháng 2 năm 2010 và SN 2015I, siêu tân tinh loại Ia được phát hiện vào tháng 5 năm 2015.